# Nyundo (Tansania)
Nyundo ist ein Verwaltungsbezirk (Ward) des Distrikts Nanyamba Town Council in der tansanischen Region Mtwara.

## Geografie
Nyundo liegt im Südosten von Tansania etwa 15 Kilometer nordwestlich der Distrikthauptstadt Nanyamba. Der Bezirk grenzt im Nordosten an Njengwa, im Osten an Hinju, im Südosten an Nitekela, im Südwesten an Nambahu und im Nordwesten an Mandwanga. Bei der Volkszählung 2022 lebten 5923 Menschen in 1659 Haushalten auf einer Fläche von 61 Quadratkilometern.

## Gliederung
Der Bezirk besteht aus vier Gemeinden (Mtaa) mit zwölf Orten (Kitongoji):
| Nyundo - Kusini - Zahanati - Sokoni - Mtwara | Niyumba - Mitangani - Legeza - Niyumba - Tandika | Nyundo B - Lindi - Newala - Nyundo Mjini - Nyundo Kusini | Naucheche - Naucheche - Shuleni - Umoja - Tandika |

## Gesundheit
Im Bezirk gibt es eine öffentliche Apotheke.